# Backnanger Bucht

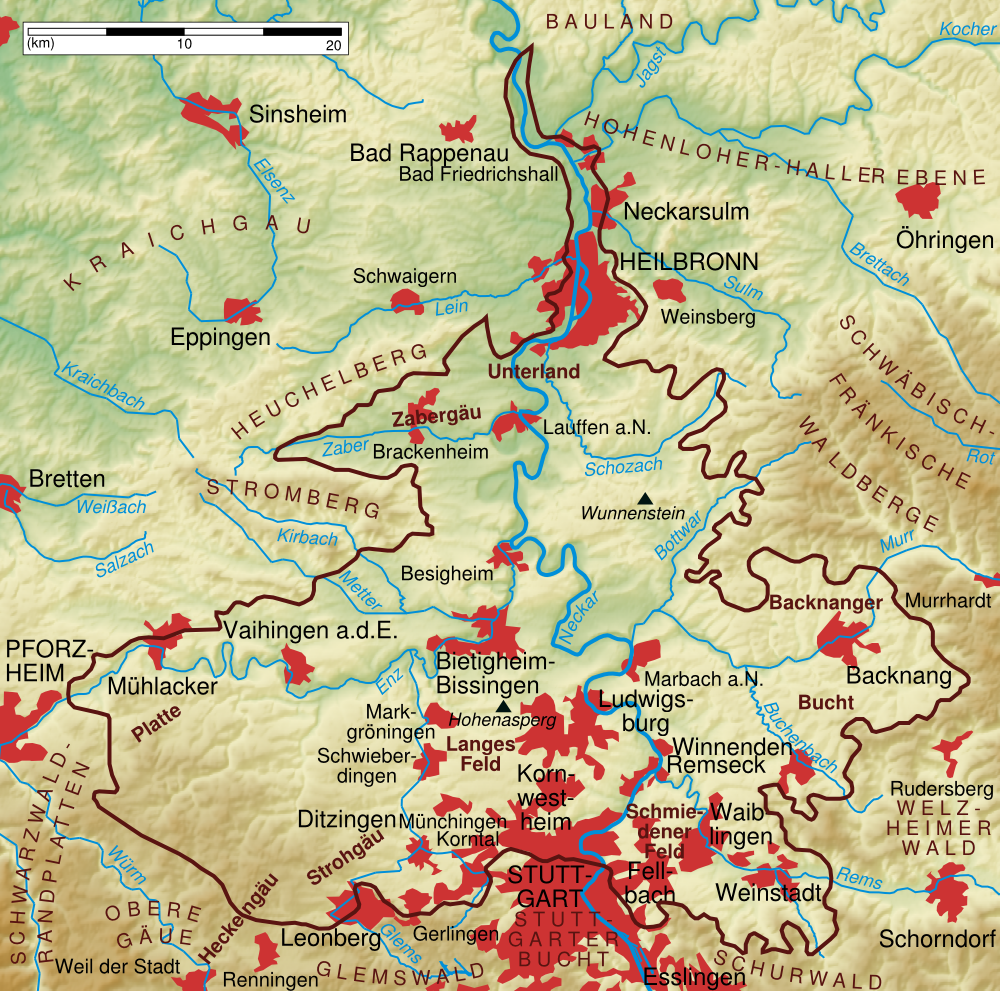
Die Backnanger Bucht im Osten des Naturraums Neckarbecken

Als Backnanger Bucht wird die nordöstliche Ausbuchtung des Naturraums Neckarbecken in Baden-Württemberg bezeichnet, in deren Zentrum die namengebende Stadt Backnang liegt. Die Backnanger Bucht ist die naturräumliche Teileinheit Nr. 123.3 der Haupteinheitengruppe Neckar- und Tauber-Gäuplatten.

## Lage
Die Backnanger Bucht wird von Norden über Osten nach Südosten halbkreisförmig vom Schwäbisch-Fränkischen Wald umschlossen, dabei grenzen die diesem zugehörigen Löwensteiner Berge im Norden an, der Murrhardter Wald im Nordosten, der Welzheimer Wald im Osten und die Berglen im Südosten.
Das Gebiet wird in seiner Mitte in südlicher bis westlicher Richtung von der Murr durchflossen, die die gesamte Bucht entwässert. An der Murr liegt auch der zentrale Ort, die Stadt Backnang. Östlich und südöstlich von ihr, also links der Murr, liegt das Teilgebiet des nach einem Murrzufluss benannten Weissacher Tals mit den Gemeinden Weissach im Tal, Allmersbach im Tal und Auenwald. Den Nordwesten der Bucht jenseits der Murr nehmen die Ortsteile der Gemeinde Aspach ein. Im Norden von Backnang erstreckt sich die Bucht murraufwärts bis nach Oppenweiler. Der allgemeine Sprachgebrauch zählt auch noch die weiter südwestlich und talab gelegenen Gemeinden Kirchberg an der Murr und Burgstetten zur Backnanger Bucht. Aus Sicht der Geologie, die zwischen Äußerer und Innerer Backnanger Bucht unterscheidet, gehören auch noch Teile der Gemeindegebiete von Winnenden, Leutenbach und Affalterbach dazu.

## Entstehung
Die Backnanger Bucht entstand durch Reliefumkehr aus einer Aufwölbung der Erdkruste im Bereich des so genannten Backnanger Sattels. Die Erdschichten waren hier gegenüber der Umgebung um bis zu 100 Meter angehoben, weshalb die hier anstehenden Keuper-Schichten verstärkt abgetragen wurden. Nachdem dabei die härteren Schichten des Kieselsandsteins und des Schilfsandsteins einmal erodiert waren, wurden die weicheren des Gips- und Lettenkeupers großflächig ausgeräumt. Die Erosion stieß erst wieder auf größeren Widerstand, wo die wiederum darunter liegenden und sehr abtragungsresistenten Schichten des Oberen Muschelkalks erreicht wurden. In den Eiszeiten lagerte sich eine Schicht aus angewehtem Löss über den verbliebenen Gips- und Lettenkeuperflächen ab.
Auf den umliegenden Bergen sind die Schichten des Mittleren und teilweise auch des Oberen Keupers heute noch erhalten.

## Landschaft
Die Backnanger Bucht wird zu den Gäulandschaften Baden-Württembergs gerechnet. Infolge ihrer starken Eintiefung verlaufen die Murr und die Unterläufe ihrer Zuflüsse im Muschelkalk und haben darin starke Schlingen ausgebildet, die Murr senkt sich dabei von etwa 250 auf 220 m ü. NN ein. Die ackerbaulich genutzten Lössflächen liegen durchschnittlich auf etwa 300 m ü. NN Höhe; wo der Löss jedoch wieder ausgewaschen wurde, dominieren Streuobstwiesen und Grünland das Landschaftsbild. Auf den umliegenden Keuperbergen, die am Rande der Bucht bis in Höhen von 400 bis 500 m ü. NN aufragen, steht dagegen Wald.